# Xysticus demirsoyi
Xysticus demirsoyi là một loài nhện trong họ Thomisidae.
Loài này thuộc chi Xysticus. Xysticus demirsoyi được miêu tả năm 2006 bởi Demir, Topçu & Türkes.